# سيباستيانو سيفيليا
سيباستيانو سيفيليا (Sebastiano Siviglia)، (باليتسي بمقاطعة ريدجو كالابريا، 29 مارس 1973)، لاعب كرة قدم إيطالي.
بدأ مسيرته الكروية مع نادي بارما في عام 1990، ولعب معهم حتى عام 1993، وفي عام 1993 انتقل إلى نادي نوتشيرينا، ولعب معهم حتى عام 1996، وشارك معهم في 87 مباراة وسجل هدفين، وفي عام 1996 انتقل إلى نادي فيرونا، ولعب معهم حتى عام 1998، وشارك معهم في 58 مباراة وسجل هدف واحد، وفي عام 1998 انتقل إلى نادي أتالانتا، ولعب معهم حتى عام 2003، وشارك معهم في 105 مباريات وسجل 3 أهداف، وأعير في موسم 2001/2002 إلى نادي روما، ولعب معهم 5 مباريات، وفي موسم 2002/2003 انتقل إلى نادي بارما، ولعب معهم مباراتين، وفي موسم 2003/2004 انتقل إلى نادي ليتشي، ولعب معهم 31 مباراة وسجل هدف واحد، ومنذ عام 2004 وهو يلعب مع نادي لاتسيو.

## روابط خارجية
- سيباستيانو سيفيليا على موقع الاتحاد الأوربي (الإنجليزية)
- سيباستيانو سيفيليا على موقع إي إس بي إن إف سي (الإنجليزية)
- سيباستيانو سيفيليا على موقع قاعدة بيانات كرة القدم.إي يو (الإنجليزية)
- سيباستيانو سيفيليا على موقع Soccerway.com (الإنجليزية)
- سيباستيانو سيفيليا على موقع عالم كرة القدم.نت (الإنجليزية)
- سيباستيانو سيفيليا على موقع كووورة